# 佩特里冰隆
佩特里冰隆（英語：Petrie Ice Rises）是南極洲的冰隆，位於威爾金斯冰架，處於亞歷山大一世島以西，由英國南極名稱諮詢委員會命名，現時由南極條約體系管理。